# Pływanie na otwartym akwenie na Światowych Wojskowych Igrzyskach Sportowych 2019 – 5 km kobiet

Wyścig na 5 km na otwartym akwenie kobiet był jedną z konkurencji pływackich, który odbył się podczas 7. Światowych Wojskowych Igrzyskach Sportowych na obiektach East Lake Open-Water Swimming Venue w Wuhanie w dniu 25 października 2019 roku podczas światowych igrzysk wojskowych.

## Terminarz
Wszystkie godziny podane są w czasie chińskim (UTC+08:00) oraz polskim (CEST).
| Data                      | Godzina rozpoczęcia | Godzina rozpoczęcia | Wydarzenie |
| Data                      | UTC+08:00           | CEST                | Wydarzenie |
| ------------------------- | ------------------- | ------------------- | ---------- |
| 25 października 2019(dts) | 13:00               | 21:00               | Finał      |

## Uczestniczki
Do zawodów zgłoszonych zostało 14 zawodniczek reprezentujących 9 państw, ukończyło 10.
- Brazylia (2)
- Chiny (2)
- Ekwador (2)
- Francja (2)
- Niemcy (1)
- Polska (1)
- Słowenia (1)
- Ukraina (1)
- Włochy (2)

Jedno państwo mogło zgłosić do zawodów pływackich maksymalnie dwie zawodniczki. Polskę miała reprezentować Justyna Burska (nie stanęła na starcie).

## Medalistki
| Złoto                      | Srebro                 | Brąz                         |
| Océane Cassignol · Francja | Špela Perše · Słowenia | Ana Marcela Cunha · Brazylia |

## Wyniki
| Klasyfikacja końcowa w pływaniu na otwartym akwenie kobiet - 5 km | Klasyfikacja końcowa w pływaniu na otwartym akwenie kobiet - 5 km | Klasyfikacja końcowa w pływaniu na otwartym akwenie kobiet - 5 km | Klasyfikacja końcowa w pływaniu na otwartym akwenie kobiet - 5 km | Klasyfikacja końcowa w pływaniu na otwartym akwenie kobiet - 5 km | Klasyfikacja końcowa w pływaniu na otwartym akwenie kobiet - 5 km |
| Miejsce                                                           | Zawodniczka                                                       | Reprezentacja                                                     | Czas                                                              | Strata                                                            | Uwagi                                                             |
| ----------------------------------------------------------------- | ----------------------------------------------------------------- | ----------------------------------------------------------------- | ----------------------------------------------------------------- | ----------------------------------------------------------------- | ----------------------------------------------------------------- |
| 01 !                                                              | Océane Cassignol                                                  | Francja                                                           | 1:03:14,2                                                         |                                                                   |                                                                   |
| 02 !                                                              | Špela Perše                                                       | Słowenia                                                          | 1:03:16,2                                                         | +2,0                                                              |                                                                   |
| 03 !                                                              | Ana Marcela Cunha                                                 | Brazylia                                                          | 1:03:17,8                                                         | +3,6                                                              |                                                                   |
| 4.                                                                | Hou Yawen                                                         | Chiny                                                             | 1:03:18,5                                                         | +4,3                                                              |                                                                   |
| 5.                                                                | Alisia Tettamanzi                                                 | Włochy                                                            | 1:03:19,6                                                         | +5,4                                                              |                                                                   |
| 6.                                                                | Caroline Jouisse                                                  | Francja                                                           | 1:03:20,1                                                         | +5,9                                                              |                                                                   |
| 7.                                                                | Betina Lorscheitter                                               | Brazylia                                                          | 1:03:20,3                                                         | +6.1                                                              |                                                                   |
| 8.                                                                | Lv Jiayi                                                          | Chiny                                                             | 1:03:28,6                                                         | +14,4                                                             |                                                                   |
| 9.                                                                | Krystyna Pancziszko                                               | Ukraina                                                           | 1:04:09,9                                                         | +55,7                                                             |                                                                   |
| 10.                                                               | Collaguazo de la Torre                                            | Ekwador                                                           | 1:17:27,2                                                         | +14:13,0                                                          |                                                                   |
| -                                                                 | Dayana Elizabeth Morales Herrera                                  | Ekwador                                                           | DNF OTL                                                           | DNF OTL                                                           | DNF OTL                                                           |
| -                                                                 | Justyna Burska                                                    | Polska                                                            | DNS                                                               | DNS                                                               | DNS                                                               |
| -                                                                 | Alice Franco                                                      | Włochy                                                            | DNS                                                               | DNS                                                               | DNS                                                               |
| -                                                                 | Jeannette Spiwoks                                                 | Niemcy                                                            | DNS                                                               | DNS                                                               | DNS                                                               |

Źródło: